# دبي لصناعات الطيران
دبي لصناعات الطيران المحدودة (دبي لصناعات الطيران) هي شركة طيران وواحدة من أكبر شركات تأجير الطائرات في العالم. يقع مقرها الرئيسي في دبي ولديها أكثر من 30 عامًا في مجال الأعمال التجارية ، وتخدم أقسام التأجير والهندسة في دبي لصناعات الطيران أكثر من 110 عملاء طيران حول أنحاء العالم من مواقعها السبعة في دبي ودبلن وسنغافورة ونيويورك وميامي وسياتل وعمان. في عام 2024 وقعت  "دبي لصناعات الطيران" عدة اتفاقيات لشراء 23 طائرة من أطراف متعددة مقابل مبلغ إجمالي يقارب 1.1 مليار دولار.
تتخصص دبي لصناعة الطيران بتأجير الطائرات والتمويل وخدمات الإدارة الأخرى. تخدم الشركة أكثر من 110 عملاء في 55 دولة حول العالم. وتعد أكبر شركة لتأجير الطائرات في الشرق الأوسط. تمتلك الشركة أسطولًا مكونًا من حوالي 425 طائرة من طراز إيرباص وATR وبوينغ بقيمة أسطول تتجاوز 16 مليار دولار أمريكي، والتي يتم تأجيرها لشركات طيران مختلفة حول العالم.
في أغسطس 2017، أكملت الشركة الاستحواذ على شركة AWAS ومقرها دبلن، مما دفعها إلى المستوى الأعلى من مؤجري الطائرات العالميين.
ونتيجة الطلب القوي على خدمات تأجير وصيانة الطائرات. ارتفعت الإيرادات الإجمالية للشركة  على أساس سنوي إلى 343.6 مليون دولار في الربع الأول من 2024.
وفي مارس 2025 وقعت "دبي لصناعات الطيران" اتفاقيات للاستحواذ على 17 طائرة بقيمة إجمالية تبلغ نحو مليار دولار أميركي (نحو 3.67 مليارات درهم).
وقد وصل عدد طائرات أسطول الشركة إلى حوالي 500 طائرة بقيمة 20 مليار دولار عام 2025 بعد أن استحوذت على شركة تأجير الطائرات الإقليمية "نورديك أفييشن كابيتال" (Nordic Aviation Capital) الدنماركية، في صفقة تجاوزت قيمتها ملياري دولار. 

## أقسام الشركة
تنقسم الشركة  إلى قسمين: دي ايه إي كابيتال ودي ايه إي للهندسة

### قسم دي ايه إي كابيتال
يمتلك قسم دي ايه إي كابيتال  أسطولاً مؤلفاً من حوالي 500 طائرة من طراز إيرباص وإيه تي آروبوينغ، بقيمة أسطول تبلغ حوالي 17 مليار دولار أمريكي.

### قسم دي ايه إي للهندسة
يتمتع هذا القسم برخصة العمل على 15 نوعاً من الطائرات ويتولى  صيانة وإصلاح وتجديد هياكل الطائرات ومكوناتها لعملائه الذين وصل عددهم إلى 123 عميلاً  .